# Saint-Baudille-et-Pipet
Saint-Baudille-et-Pipet é uma comuna francesa na região administrativa de Auvérnia-Ródano-Alpes, no departamento de Isère.